# Église Saint-Rufin-et-Saint-Valère de Vregny
L'église Saint-Rufin-et-Saint-Valère est une église située à Vregny, en France.

## Localisation
L'église est située sur la commune de Vregny, dans le département de l'Aisne.

## Historique
Le monument est classé au titre des monuments historiques en 1922.